# Mercedes-Benz W196

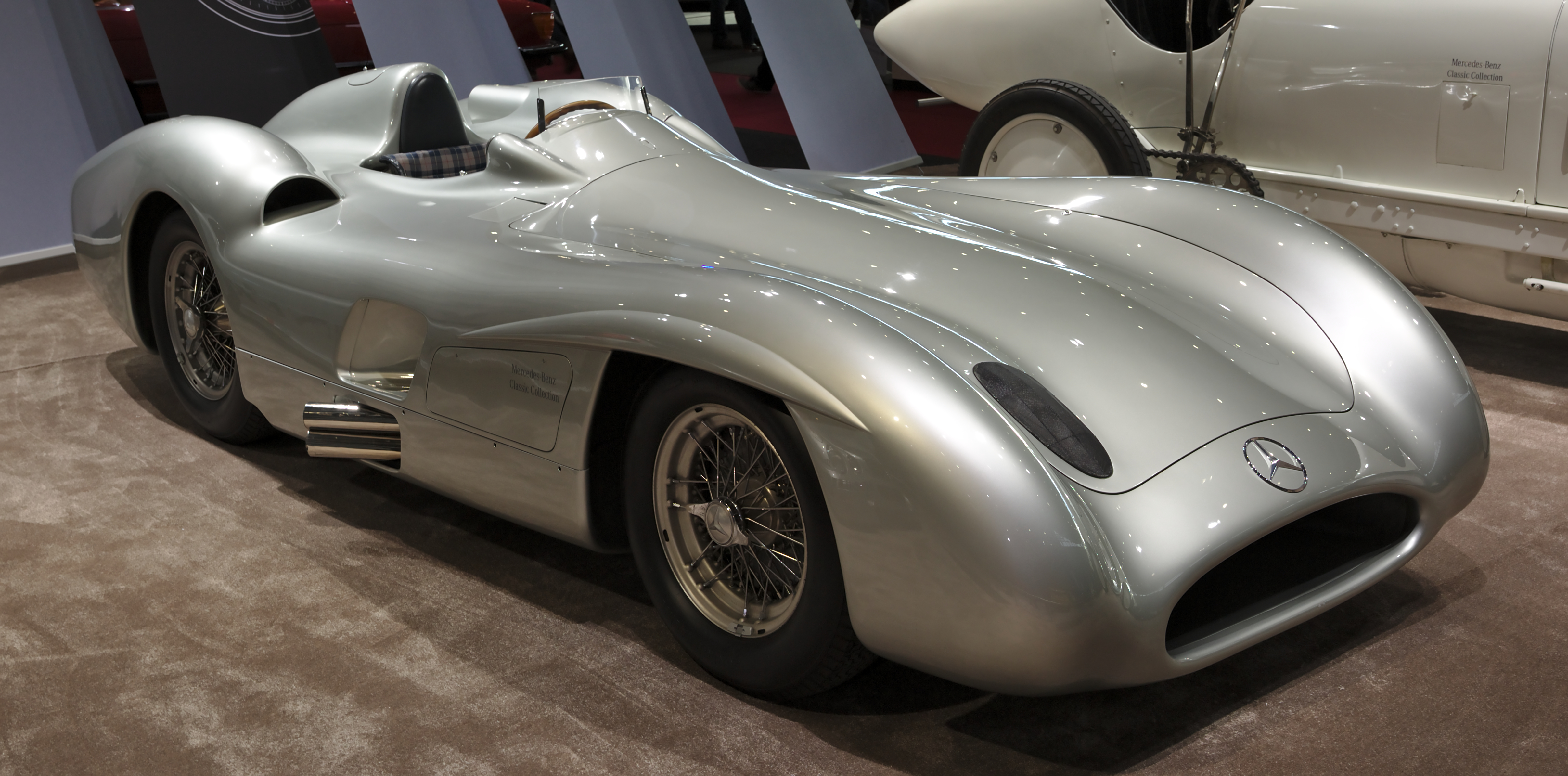
Mercedes-Benz W196 «Type Monza».

El Mercedes-Benz W196 fue el ejemplar de Mercedes-Benz en las temporadas de Fórmula 1 de 1954 y 1955 que ganó nueve de doce carreras, pilotado por Juan Manuel Fangio y Stirling Moss.

## Historia
Su debut tardío aportó el cuerpo aerodinámico «Type Monza» a la pista rápida de Reims-Gueux, y más tarde en Monza, consiguieron el primer y segundo puesto con Fangio y Karl Kling, además de la vuelta rápida con el joven Hans Herrmann. Otra sorprendente primicia fue el uso de válvulas desmodrómicas y de la inyección de combustible, basado en la anterior experiencia recogida de los motores de los aviones de combate Messerschmitt Bf 109. Como el cuerpo aerodinámico no era adecuado para pistas con muchas vueltas, como se comprobó con la derrota en su segunda carrera en Silverstone, en Nürburgring se introdujo una nueva versión de neumáticos.
Fangio, quien ya había ganado los dos primeros Grandes Premios de 1954 con un Maserati, ganó Nürburgring y los dos siguientes Grandes Premios, asegurándose el segundo Campeonato Mundial. En octubre, en el Gran Premio de España, la entrada de aire del Mercedes se atascó con hojas. La carrera estaba perdida, y la entrada de aire se movió a lo alto del capó.
En la temporada de Fórmula 1 de 1955, que fue acortada después del desastre de Le Mans en 1955, el Mercedes ganó todas las carreras menos una, el Gran Premio de Mónaco, donde Hans Herrmann sufrió un accidente en los entrenamientos, y los otros tres coches no terminaron la carrera. En el Gran Premio de Inglaterra de ese año, Stirling Moss, corriendo en casa, terminó 0,2 segundos por delante de Fangio, ganando su primer Gran Premio.
Para la temporada de 1955 del Campeonato Mundial de Automóviles Deportivos, el Mercedes-Benz 300 SLR tuvo su origen en el W196.
Después de ganar todos los campeonatos en los que competía, Mercedes se apartó de los deportes de motor al final de la temporada de 1955 como resultado del desastre de Le Mans.

## Venta en 2013
El 12 de julio de 2013 en la casa de subastas Bonhams fue subastado un W196, que fuera conducido por Juan Manuel Fangio cuando ganó su segundo título en 1954 y se vendió en Inglaterra por 19,6 millones de libras (22,7 millones de euros) convirtiéndose así en el coche más caro de la historia vendido en una subasta hasta esa fecha.

## Venta en 2025
El 1 de febrero de 2025 se subastó en el Museo Mercedes-Benz en Stuttgart (Alemania) un W196 R Streamliner custodiado desde 1965 en el Museo del Indianapolis Motor Speedway, que fue pilotado por Juan Manuel Fangio y Stirling Moss. El precio de venta fue de 51 155 000 euros, lo que lo convirtió en el coche de carreras más caro de la historia y el segundo automóvil más valioso de todos los tiempos.